# Place Jacques-Bonsergent
Pour les articles homonymes, voir Bonsergent.
La place Jacques-Bonsergent est une voie du 10e arrondissement de Paris, en France.

## Situation et accès
Elle est située à l'intersection des rues Lucien-Sampaix, de Lancry et Albert-Thomas, avec le boulevard de Magenta.
Ce site est desservi par la station de métro Jacques Bonsergent.

## Origine du nom
Cette place rend hommage au résistant français de la Seconde Guerre mondiale, Jacques Bonsergent (1912-1940).

## Historique
La place Jacques-Bonsergent est une portion de l’ancienne rue des Marais qui était plus anciennement de la rue des Marais-du-Temple, qui se prolongeait par l'actuelle au sud-est dans l'actuelle rue Albert-Thomas, et au nord-ouest dans l’actuelle rue de Nancy, dont elle a été séparée par la percée du boulevard de Magenta.
Cette percée, en 1859, a vu la démolition des immeubles du côté impair de cette portion de la rue des Marais ; le manque de profondeur dans le sifflet entre le boulevard et la rue des Marais a conduit à ne pas lotir et à garder en espace public cet emplacement.
Cette intersection a pris le nom de « place Jacques-Bonsergent » par arrêté du 7 juillet 1945.

## Bâtiments remarquables et lieux de mémoire
- Au numéro 14 de la place se trouve un hôtel particulier de style néo-Louis XIII à la façade de brique et de pierre, édifié en 1878 par l'architecte Edouard Singery.
- Des infrastructures et du mobilier urbains s'y trouvent :
  - une fontaine Wallace,
  - une sanisette,
  - une station Vélib',
  - un kiosque à journaux,
  - la station de métro qui a pris le nom de la place,
  - un arrêt de bus.